# 倭寇的蹤跡
《倭寇的蹤跡》是一部2011年的中国武侠片，為徐皓峰首部執導的電影，改編自徐皓峰2003年的同名小說。演員有于承惠、宋洋、趙圓圓、馬君和徐鷗儀等。

## 劇情簡介
明朝末年，倭寇在中國沿海四處打劫作亂，名將戚繼光以夷之長制夷，將倭寇獨有的倭刀改良引為己用，終於連戰連勝，天下得以太平。戚繼光死後十數年，逐漸被人遺忘，當時的武林由四大門派所統領，任何人試圖開宗立派須經四大門派同意方可。這時突然出現了兩個人，帶著戚將軍改良的倭刀要和四大門派比武，以讓戚將軍所創刀法能佔一個名份，繼續傳於後世。然而四大派卻以他們的兵器似倭刀為由，誣蔑他們為倭寇，向他們展開追捕......

## 演員
- 于承惠 飾 裘冬月
- 宋洋 飾 梁痕錄
- 趙圓圓 飾 農婦 / 裘夫人
- 馬君 飾 郄佬
- 徐鷗儀 飾 賽蘭
- 馬可 飾 贛崗
- 劉哲欣 飾 劉鎧
- 姚未平 飾 左偏使
- 歐克勤 飾 蔡佬
- 李桂生 飾 王佬
- 薄冰 飾 陸佬
- 米娃·木拉提 飾 賽梅
- 肖勒娜依·艾尼 飾 賽竹
- 哈斯艷·葉爾肯 飾 賽菊

## 獎項及提名
| 獎項                         | 類別                  | 被提名或得奬者       | 結果 | 參考  |
| ---------------------------- | --------------------- | -------------------- | ---- | ----- |
| 第48屆台灣金馬奬             | 最佳新導演            | 徐浩峰               | 提名 | [ 1 ] |
| 第48屆台灣金馬奬             | 最佳改編劇本          | 徐浩峰               | 提名 |       |
| 第68屆威尼斯電影節           | 地平线单元            | 《倭寇的蹤跡》       | 入圍 | [ 2 ] |
| 第68屆威尼斯電影節           | 最佳处女作导演        | 徐浩峰               | 提名 |       |
| 第36屆多倫多電影節           | 发现单元              | 《倭寇的蹤跡》       | 入圍 | [ 3 ] |
| 第33屆法國南特三大洲電影節   | 主競賽單元            | 《倭寇的蹤跡》       | 入圍 | [ 4 ] |
| 第33屆法國南特三大洲電影節   | 最佳新導演            | 徐浩峰               | 提名 |       |
| 2012年度法國多維爾亞洲電影節 | 最佳動作電影競賽單元  | 《倭寇的蹤跡》       | 入圍 | [ 5 ] |
| 2012年度大阪亞洲電影節       | 主競賽單元            | 《倭寇的蹤跡》       | 入圍 | [ 6 ] |
| 2012年度大阪亞洲電影節       | 最佳影片              | 《倭寇的蹤跡》       | 提名 |       |
| 2011年度香港亞洲電影節       | 主競賽單元            | 《倭寇的蹤跡》       | 入圍 |       |
| 第19屆北京大學生電影節       | 最佳導演獎            | 徐浩峰               | 提名 |       |
| 第19屆北京大學生電影節       | 最佳編劇獎            | 徐浩峰               | 提名 |       |
| 第19屆北京大學生電影節       | 藝術探索獎            | 《倭寇的蹤跡》       | 獲獎 | [ 7 ] |
| 第3屆北京国际电影节          | 国内展映单元-中国新片 | 《倭寇的蹤跡》       | 提名 |       |
| 第13屆華語電影傳媒大獎       | 最佳新導演            | 徐浩峰               | 提名 | [ 8 ] |
| 第6屆華語青年影像論壇        | 年度新銳導演獎        | 徐浩峰               | 獲獎 |       |
| 第2屆北京影視春燕獎          | 最佳新人新作          | 徐浩峰《倭寇的踪迹》 | 獲獎 |       |

## 外部連結
- 时光网上《倭寇的蹤跡》的資料（简体中文）
- 电影网主页 （页面存档备份，存于）
- 豆瓣电影上《倭寇的蹤跡》的資料 （简体中文）
- 互联网电影数据库（IMDb）上《倭寇的蹤跡》的资料（英文）